# Список губернаторов Северной Родезии
Губерна́тор Се́верной Роде́зии (англ. Governor of Northern Rhodesia) являлся представителем британского монарха в протекторате Северная Родезия с 1924 по 1964 год. Он назначался короной и выступал в качестве главы государства, получая инструкции от британского правительства.
Северная Родезия (англ. Northern Rhodesia) как единый протекторат возникла в 1911 году, когда управляемые Британской Южно-Африканской компанией колонии Северо-Западная Родезия и Северо-Восточная Родезия были объединены в одну. В 1924 году протекторат был официально передан государству. В 1953 году протекторат вошёл в состав Федерации Родезии и Ньясаленда, в 1963 федерация была распущена, и он получил самоуправление, а 24 октября 1964 года — независимость, став Республикой Замбия.

## Список губернаторов
| №     | Губернатор   | Губернатор                                                                             | Начало полномочий | Окончание полномочий | Монарх  |
| ----- | ------------ | -------------------------------------------------------------------------------------- | ----------------- | -------------------- | ------- |
| 1     |              | Сэр Герберт Джеймс Стэнли (1870—1952) англ. Herbert James Stanley                      | 1 апреля 1924     | 25 июля 1927         | Георг V |
| и. о. |              | Ричард Олмонд Джеффри Гуд (1873—1953) англ. Richard Allmond Jeffrey Goode              | 25 июля 1927      | 31 августа 1927      | Георг V |
| 2     |              | Сэр Джеймс Крофорд Маквелл (1869—1932) англ. James Crawford Maxwell                    | 31 августа 1927   | 1 декабря 1932       | Георг V |
| 3     |              | Сэр Рональд Генри Амхерст Сторрз (1881—1955) англ. Ronald Henry Amherst Storrs         | 1 декабря 1932    | 7 января 1935        | Георг V |
| 4     |              | майор, Сэр Хьюберт Уинтроп Янг (1885—1950) англ. Hubert Winthrop Young                 | 7 января 1935     | июль 1938            | Георг V |
| 4     | Эдуард VIII  | майор, Сэр Хьюберт Уинтроп Янг (1885—1950) англ. Hubert Winthrop Young                 | 7 января 1935     | июль 1938            |         |
| 4     | Георг VI     | майор, Сэр Хьюберт Уинтроп Янг (1885—1950) англ. Hubert Winthrop Young                 | 7 января 1935     | июль 1938            |         |
| 5     |              | Сэр Джон Александр Мейбин (1889—1941) англ. John Alexander Maybin                      | 1 сентября 1938   | 9 апреля 1941        |         |
| и. о. |              | Уильям Марстон Логан (1889—1968) англ. William Marston Logan                           | 9 апреля 1941     | 16 октября 1941      |         |
| 6     |              | Сэр Юбьюл Джон Уоддингтон (1890—1957) англ. Eubule John Waddington                     | 16 октября 1941   | 16 октября 1947      |         |
| и. о. |              | Роберт Кристофер Стаффорд Стэнли (1899—1981) англ. Robert Christopher Stafford Stanley | 16 октября 1947   | 19 февраля 1948      |         |
| 6     |              | Сэр Гилберт Макколл Ренни (1895—1981) англ. Gilbert McCall Rennie                      | 19 февраля 1948   | 8 марта 1954         |         |
| 6     | Елизавета II | Сэр Гилберт Макколл Ренни (1895—1981) англ. Gilbert McCall Rennie                      | 19 февраля 1948   | 8 марта 1954         |         |
| и. о. |              | Александр Томас Уильямс (1903—1984) англ. Alexander Thomas Williams                    | 8 марта 1954      | 25 мая 1954          |         |
| 7     |              | Сэр Артур Эдуард Тревор Бенсон (1907—1987) англ. Arthur Edward Trevor Benson           | 25 мая 1954       | 22 апреля 1959       |         |
| 8     |              | Сэр Ивлин Деннисон Хоун (1911—1979) англ. Evelyn Dennison Hone                         | 22 апреля 1959    | 24 октября 1964      |         |